# ژاک میلر
ژاک میلر (انگلیسی: Jacques Miller؛ زادهٔ ۲ آوریل ۱۹۳۱) یک دانشمند در زمینه ایمنی‌شناسی اهل استرالیا است.
وی برنده جوایزی همچون مدال کاپلی (۲۰۰۱) شده است.